# Ungdomens kväll
Ungdomens kväll var ett kristet radioprogram som sändes från Örebro under åren 1953 till 1967. Programledare var Larseric Janson och några andra av de medverkande var Stanley Sjöberg, Rolf Lundgren, Svante Widén, Lennart Jernestrand och Mani Mattsson.